# Округ Јунион (Јужна Каролина)
Округ Јунион (енгл. Union County) је округ у америчкој савезној држави Јужна Каролина. По попису из 2010. године број становника је 28.961.

## Демографија
Према попису становништва из 2010. у округу је живело 28.961 становника, што је 920 (3,1%) становника мање него 2000. године.
| Група             | 2000.          | 2010.          |
| Белци             | 20.155 (67,5%) | 19.146 (66,1%) |
| Афроамериканци    | 9.278 (31,0%)  | 9.066 (31,3%)  |
| Азијати           | 55 (0,2%)      | 79 (0,3%)      |
| Хиспаноамериканци | 199 (0,7%)     | 282 (1,0%)     |
| Укупно            | 29.881         | 28.961         |